# Seznam pesmi Demi Lovato
Popoln seznam pesmi ameriške pevke, tekstopiske in igralke Demi Lovato.

## Pesmi v albumih
B
| Naslov pesmi         | Tekstopisec/skladatelj                 | Album        | Leto |
| -------------------- | -------------------------------------- | ------------ | ---- |
| "Believe in Me"      | Kara DioGuardi John Fields Demi Lovato | Don't Forget | 2008 |
| "Behind Enemy lines" | Demi Lovato Nick Jonas                 | Don't Forget | 2009 |

C
| Naslov pesmi | Tekstopisec/skladatelj | Album            | Leto |
| ------------ | ---------------------- | ---------------- | ---- |
| "Catch Me"   | Demi Lovato            | Here We Go Again | 2009 |

D
| Naslov pesmi   | Tekstopisec/skladatelj                       | Album        | Leto |
| -------------- | -------------------------------------------- | ------------ | ---- |
| "Don't Forget" | Demi Lovato Joe Jonas Kevin Jonas Nick Jonas | Don't Forget | 2008 |

E
| Naslov pesmi            | Tekstopisec/skladatelj                 | Album            | Leto |
| ----------------------- | -------------------------------------- | ---------------- | ---- |
| "Everytime You Lie"     | John Fields Demi Lovato Jon McLaughlin | Here We Go Again | 2009 |
| "Everything You're Not" | Toby Gad Demi Lovato Lindy Robbins     | Here We Go Again | 2009 |

F
| Naslov pesmi      | Tekstopisec/skladatelj                 | Album            | Leto |
| ----------------- | -------------------------------------- | ---------------- | ---- |
| "Falling Over Me" | John Fields Demi Lovato Jon McLaughlin | Here We Go Again | 2009 |

G
| Naslov pesmi       | Tekstopisec/skladatelj                       | Album            | Leto |
| ------------------ | -------------------------------------------- | ---------------- | ---- |
| "Get Back"         | Demi Lovato Joe Jonas Kevin Jonas Nick Jonas | Don't Forget     | 2008 |
| "Gonna Get Caught" | Demi Lovato Joe Jonas Kevin Jonas Nick Jonas | Don't Forget     | 2008 |
| "Got Dynamite"     | E. Kidd Bogart Gary Clark Victoria Horn      | Here We Go Again | 2009 |

H
| Naslov pesmi       | Tekstopisec/skladatelj                 | Album            | Leto |
| ------------------ | -------------------------------------- | ---------------- | ---- |
| "Here We Go Again" | Mher Filian Isaac Hasson Lindy Robbins | Here We Go Again | 2009 |

L
| Naslov pesmi | Tekstopisec/skladatelj                       | Album        | Leto |
| ------------ | -------------------------------------------- | ------------ | ---- |
| "La La Land" | Demi Lovato Joe Jonas Kevin Jonas Nick Jonas | Don't Forget | 2008 |

M
| Naslov pesmi | Tekstopisec/skladatelj                  | Album       | Leto |
| ------------ | --------------------------------------- | ----------- | ---- |
| "Moves Me"   | Kara DioGuardi John Fields Jason Reeves | Moves Me EP | 2004 |

O
| Naslov pesmi  | Tekstopisec/skladatelj                       | Album        | Leto |
| ------------- | -------------------------------------------- | ------------ | ---- |
| "On The Line" | Demi Lovato Joe Jonas Kevin Jonas Nick Jonas | Don't Forget | 2008 |

P
| Naslov pesmi | Tekstopisec/skladatelj                     | Album        | Leto |
| ------------ | ------------------------------------------ | ------------ | ---- |
| "Party"      | Demi Lovato John Fields Robert Schwartzman | Don't Forget | 2008 |

Q
| Naslov pesmi | Tekstopisec/skladatelj               | Album            | Leto |
| ------------ | ------------------------------------ | ---------------- | ---- |
| "Quiet"      | Scott Cutler Demi Lovato Anne Preven | Here We Go Again | 2009 |

R
| Naslov pesmi        | Tekstopisec/skladatelj              | Album            | Leto |
| ------------------- | ----------------------------------- | ---------------- | ---- |
| "Remember December" | John Fields Demi Lovato Anne Preven | Here We Go Again | 2009 |

S
| Naslov pesmi     | Tekstopisec/skladatelj               | Album             | Leto |
| ---------------- | ------------------------------------ | ----------------- | ---- |
| "Solo"           | Scott Cutler Demi Lovato Anne Preven | Here We Go Again  | 2009 |
| "Stop the World" | P.J. Bianco Nick Jonas Demi Lovato   | "Here We Go Again | 2009 |

T
| Naslov pesmi         | Tekstopisec/skladatelj                       | Album        | Leto |
| -------------------- | -------------------------------------------- | ------------ | ---- |
| "The Middle"         | Jason Reeves John Fields Kara DioGuardi      | Don't Forget | 2008 |
| "Trainwreck"         | Demi Lovato                                  | Don't Forget | 2008 |
| "Two Worlds Collide" | Demi Lovato Joe Jonas Kevin Jonas Nick Jonas | Don't Forget | 2008 |

U
| Naslov pesmi        | Tekstopisec/skladatelj                                          | Album             | Leto |
| ------------------- | --------------------------------------------------------------- | ----------------- | ---- |
| U Got Nothin' On Me | Mher Filian Isaac Hasson John Fields Demi Lovato Jon McLaughlin | "Here We Go Again | 2009 |
| "Until You're Mine" | Andy Dodd Adam Watts                                            | Don't Forget      | 2008 |

W
| Naslov pesmi       | Tekstopisec/skladatelj | Album            | Leto |
| ------------------ | ---------------------- | ---------------- | ---- |
| "World of Chances" | Demi Lovato John Mayer | Here We Go Again | 2009 |

## Soundtracki
Vse pesmi, ki jih je Demi Lovato posnela kot soundtracke za razne filme ali televizijske serije.
| Naslov pesmi       | Tekstopisec/skladatelj           | Album                                                 | Film                              | Leto |
| ------------------ | -------------------------------- | ----------------------------------------------------- | --------------------------------- | ---- |
| "Our Time is Here" | Antonina Armato Tim James        | Camp Rock - soundtracki filma                         | Camp Rock                         | 2008 |
| "This is Me"       | Andy Dodd Adam Watts             | Camp Rock - soundtracki filma                         | Camp Rock                         | 2008 |
| "We Rock"          | Kara DioGuardi Greg Wells        | Camp Rock - soundtracki filma                         | Camp Rock                         | 2008 |
| "Who Will I Be?"   | Matthew Gerrard Robbie Nevil     | Camp Rock - soundtracki filma                         | Camp Rock                         | 2008 |
| "Gift of a Friend" | Andy Dodd Demi Lovato Adam Watts | Tinker Bell and the Lost Treasure - soundtracki filma | Tinker Bell and the Lost Treasure | 2009 |

## Verzije
Vse pesmi, ki jih je Demi Lovato posnela in izdala, vendar so jih prej izvajali drugi izvajalci.
| Naslov pesmi              | Originalni izvajalec | Tekstopisec/skladatelj                       | Album                              | Leto |
| ------------------------- | -------------------- | -------------------------------------------- | ---------------------------------- | ---- |
| "That's How You Know"     | Amy Adams            | Robbie Buchanan Alan Menken Stephen Schwartz | DisneyMania 6 Princess DisneyMania | 2008 |
| "Wonderful Christmastime" | Paul McCartney       | Paul McCartney                               | All Wrapped Up                     | 2008 |

## Ostale izdane pesmi
Ostale pesmi, ki jih je Demi Lovato posnela za razne glasbene albume, vendar jih zaradi raznih komplikacij ni izdala ona.
| Naslov pesmi       | Tekstopisec/skladatelj                       | Album                   | Leto  |
| ------------------ | -------------------------------------------- | ----------------------- | ----- |
| "One and the Same" | Dave Derby Colleen Fitzpatrick Michael Kotch | Disney Channel Playlist | 2009  |
| "So Far So Great"  | Aris Archontis Jeannie Lurie Chen Neeman     | Disney Channel Playlist | 2009  |
| "Send It On"       | Adam Anders Peter Astrom Nikki Hassman       | Singl brez albuma       | 2009  |
| "Me, myself and I" |                                              | Sonny with a Chance     | 2010] |
| "Make A Wave"      |                                              | Oceans                  | 2010] |

## Neizdane pesmi
Pesmi, ki jih je napisala in posnela Demi Lovato, vendar jih ni nikoli izdala na glasbenem albumu ali kako drugače.
- "1,2,3,4 Goodbye"
- "Appreciate"
- "Back Around"
- "Bounce" featuring Jonas Brothers and Big Rob
- "For the Love of a Daughter"
- "Shut Up and Love Me"
- "Love Is The Answer"
- "Mirror"
- "Not Yet"
- "Open"
- "Ride"
- "Shadow"
- "Stronger"
- "Trash"

## Ostale izvajane pesmi
Pesmi, ki jih je Demi Lovato izvajala na raznih koncertih ali posnela v studijih.
- "Daughters" od Johna Mayerja
- "Daydream" od Avril Lavigne
- "You Give Love A Bad Name" od Bona Jovija
- "(You Make Me Feel Like) A Natural Woman" od Arethe Franklin
- "Have Yourself a Merry Little Christmas" (verzija Christine Aguilere) od Judy Garland
- "The Christmas Song" od The Nat King Cole Trio
- "I Want You (She's So Heavy)" od The Beatles
- "Umbrella" od Rihanne